# 開月勘太郎
開月 勘太郎（かいげつ かんたろう、1899年2月2日 - 1966年7月16日）は、福岡県鞍手郡若宮町（現在の宮若市）出身で花籠部屋に所属した大相撲力士。本名は花田 勘太郎（はなだ かんたろう）。身長169cm、体重90kg。引退後は年寄として弟子を育てたこともあった。

## 来歴
1916年に当時の尾車部屋に入門する。その後、兄弟子の三杦磯善七に従って、所属部屋はしばしば変った（尾車→峰崎→片男浪→伊勢ノ海→花籠）。幕内在位時の所属部屋は伊勢ノ海部屋であったが、三杦磯の引退とともに興した花籠部屋に移籍し、そこで現役を終えた。
169cmという小柄で、体重も90kgという軽量で、右四つから食い下がる相撲を得意とした。1921年5月に十両に昇進したが、そうした体格的なものもあって、幕内に上がったのが、7年後の1928年3月、幕内も3場所しか保てず、十両に陥落、さらには幕下にも落ちていた。1932年、春秋園事件の脱退力士を穴埋めする形で、1932年2月の番付では十両に返り咲いたが、幕内復帰はならず、1933年5月場所限りで現役を引退した。最高位は新入幕の場所の西前頭13枚目だった。
四股名は当初「海月」として「かいげつ」と読ませたが、「くらげ」とも読めるため、周囲から「くらげ」と呼ばれることを嫌がり、読みが同じである「開月」に変えた。
引退後は年寄片男波を襲名し、1939年から1942年まで部屋を経営したが、閉鎖し、弟子は三杦磯の花籠部屋にゆずった。その中には、のちに幕内に昇進した藤田山忠義がいた。その後、株を神風正一にゆずり、廃業した。
花田姓で花籠部屋所属だっだが、初代若乃花との血縁関係はない。

## 主な成績
- 幕内在位 3場所
- 幕内成績 11勝21敗1分

### 場所別成績
| 1916年 （大正5年） | （前相撲）         | x                      | （前相撲）             | x                |
| 1917年 （大正6年） | （前相撲）         | x                      | 東序ノ口38枚目 2–3     | x                |
| 1918年 （大正7年） | 西序ノ口10枚目 4–1 | x                      | 西序二段32枚目 4–1     | x                |
| 1919年 （大正8年） | 西三段目42枚目 3–2 | x                      | 西三段目18枚目 4–1     | x                |
| 1920年 （大正9年） | 東幕下36枚目 5–0   | x                      | 西幕下7枚目 2–3        | x                |
| 1921年 （大正10年） | 東幕下17枚目 4–1   | x                      | 西十両13枚目 3–4       | x                |
| 1922年 （大正11年） | 東幕下2枚目 3–2    | x                      | 西十両11枚目 0–5       | x                |
| 1923年 （大正12年） | 東幕下11枚目 6–4   | x                      | 西幕下8枚目 2–1        | x                |
| 1924年 （大正13年） | 西幕下13枚目 3–2   | x                      | 東幕下5枚目 4–2        | x                |
| 1925年 （大正14年） | 西十両12枚目 4–2   | x                      | 西十両7枚目 3–3        | x                |
| 1926年 （大正15年） | 東十両10枚目 3–3   | x                      | 東幕下5枚目 5–1        | x                |
| 1927年 （昭和2年） | 西十両5枚目 3–3    | 西十両5枚目 8–3        | 東十両9枚目 4–2        | 西十両筆頭 6–5   |
| 1928年 （昭和3年） | 東十両4枚目 6–5    | 西前頭13枚目 4–6 1痛分 | 西前頭14枚目 2–9       | 西前頭14枚目 5–6 |
| 1929年 （昭和4年） | 西十両2枚目 4–7    | 西十両2枚目 4–7        | 東十両7枚目 0–11       | 東十両7枚目 3–8  |
| 1930年 （昭和5年） | 東幕下9枚目 1–5    | 東幕下9枚目 3–3        | 西幕下23枚目 3–3       | 西幕下23枚目 3–3 |
| 1931年 （昭和6年） | 東幕下18枚目 3–3   | 東幕下18枚目 3–3       | 西幕下13枚目 2–4       | 西幕下13枚目 5–1 |
| 1932年 （昭和7年） | 西十両3枚目 3–5    | 西十両3枚目 6–4        | 西十両3枚目 6–5        | 西十両3枚目 3–8  |
| 1933年 （昭和8年） | 東十両11枚目 6–5   | x                      | 西十両7枚目 引退 3–8–0 | x                |
| 各欄の数字は、「勝ち-負け-休場」を示す。 優勝 引退 休場 十両 幕下 三賞：敢=敢闘賞、殊=殊勲賞、技=技能賞 その他：★=金星 番付階級：幕内 - 十両 - 幕下 - 三段目 - 序二段 - 序ノ口 幕内序列：横綱 - 大関 - 関脇 - 小結 - 前頭（「#数字」は各位内の序列） |                    |                        |                        |                  |

- 1932年1月番付では東幕下6枚目